# Filocarro

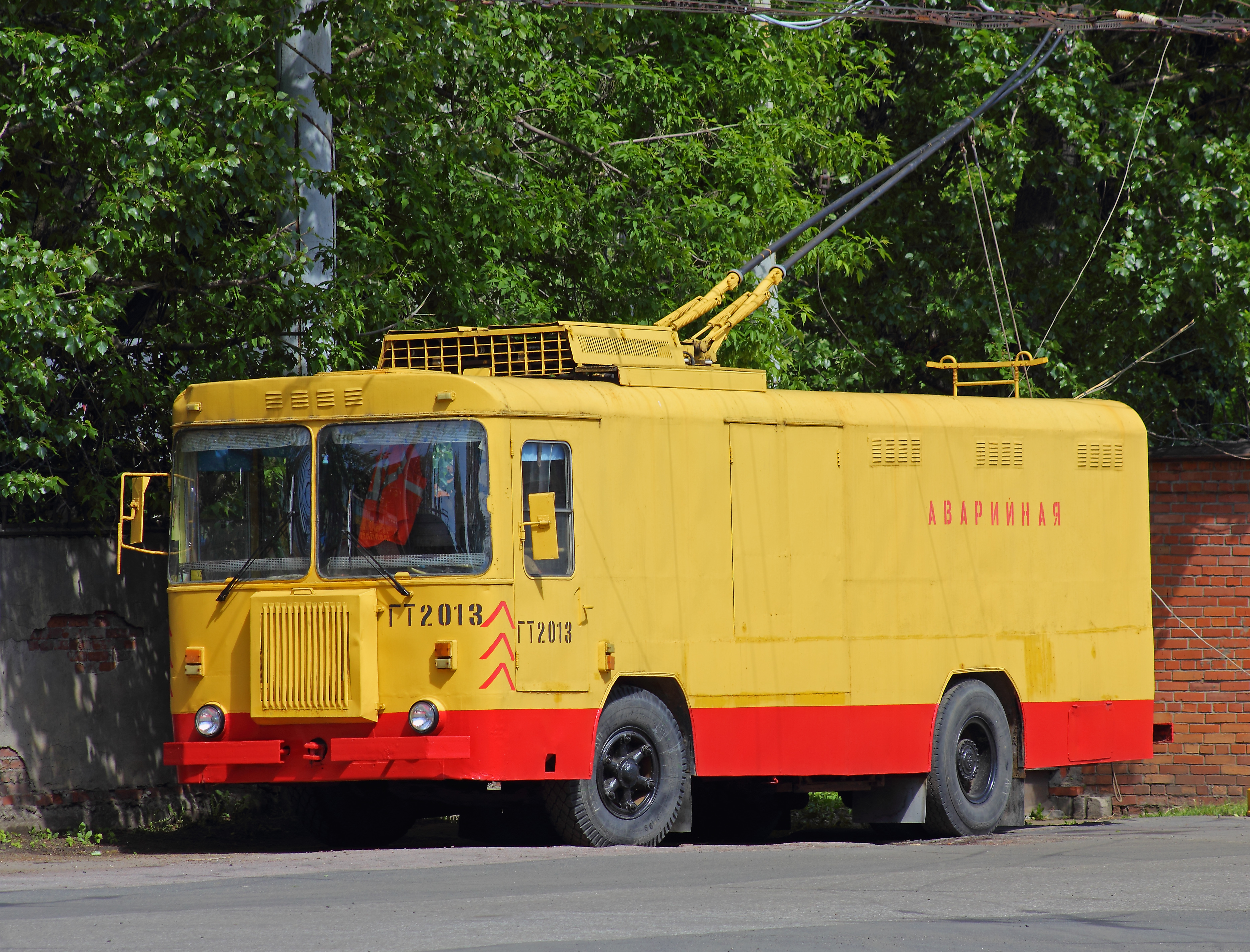
Russia: filocarro KTG-1 a San Pietroburgo

Il filocarro è un raro filoveicolo a trazione elettrica per il trasporto di merci e delle persone addette all'uso, provvisto di ruote gommate e di due aste di captazione in grado di alimentarsi, per contatto, ad una doppia linea aerea di contatto di cavi a corrente continua detta bifilare.

## Storia
In Italia, il ricordo di questo particolare mezzo di trasporto è legato alla breve esistenza di due filovie, da una parte la filovia della Val d'Intelvi (1912-1922) che ne possedeva due e dall'altra la filovia dello Stelvio (1940-1956), gestita dall'AEM di Milano, che aveva sedici filocarri Fiat 672F/121 CGE a tre assi con guida a destra.
In Ucraina è stato trasformato il camion MAZ-525 in filocarro, ma gli inconvenienti presentatisi durante il trasporto di materiali, ha fatto accantonare ulteriori realizzazioni.
In alcune nazioni dell'Europa orientale le aziende di trasporto hanno trasformato alcuni vecchi filobus, ormai inadeguati al servizio di linea, in filocarri impiegandoli per trasferire materiali per la manutenzione degli impianti e dei bifilari.
A tutt'oggi in Italia sono assenti questi mezzi, come anche il filotreno.

## Sinonimi internazionali
- Inglese: "trolleytruck"
- Neerlandese: "trolleyvrachtwagen"
- Spagnolo: "trolecamión"
- Tedesco: "Oberleitungslastkraftwagen"